# Université de Moncton
L'Université de Moncton è una università canadese di lingua francese; sede dell'università è appunto Moncton (Nuovo Brunswick).
Essa rivolge la sua azione educativa principalmente alla comunità Acadiana del Canada Atlantico ed è l'unica università francofona nel Nuovo Brunswick.

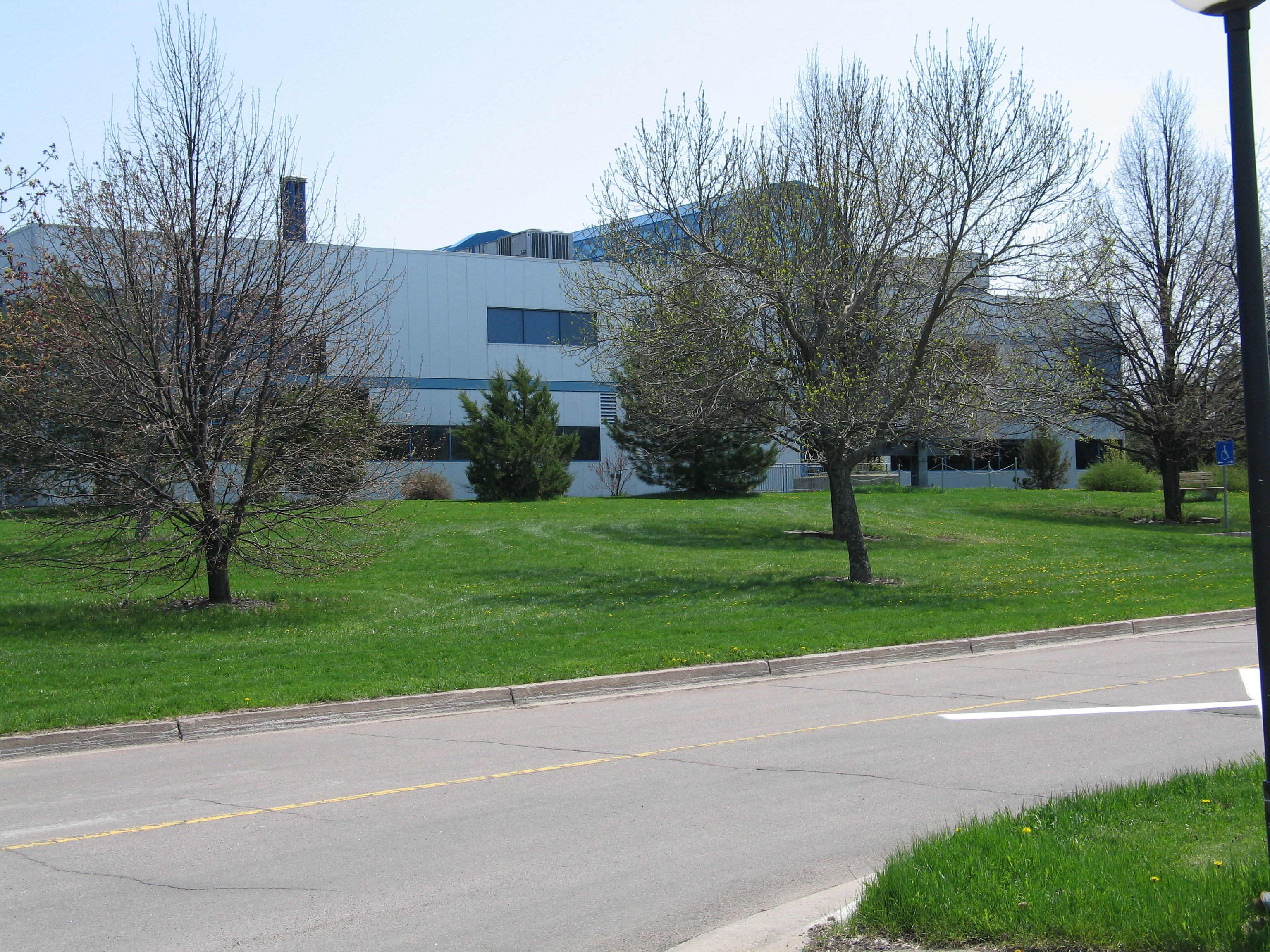
La facoltà di ingegneria

## Storia
Fondata nel 1963, la University of Moncton/Université de Moncton è nata dalla fusione di sei differenti università, inclusi il Collège Saint-Joseph (fondato a Memramcook nel 1864), il Collège du Sacré-Coeur de Bathurst, ed il Collège Saint-Louis d'Edmundston.
L'Université de Moncton, oltre alla sede primaria, ha delle sedi ad Edmundston e Shippagan.
L'università fa parte de L'Association des universités de la francophonie canadienne, un'associazione di istituzioni accademiche canadesi di lingua francese.